# Startup
Un startup este o afacere sub forma unei companii, a unui parteneriat sau o organizație temporară care are scopul de a căuta un model de afaceri repetabil și scalabil. Aceste companii de regulă nou-create, se află în faza de dezvoltare. Termenul s-a răspândit odată cu bula dot-com.

## Noțiune
Întreprinzătorul american Stephen Blank, creatorul tehnicilor de dezvoltare a clienților, a definit startupurile ca structuri temporare care există pentru a căuta un model de afaceri reaplicabil și scalabil. Autorul cărții "Thrifty Startup" și ideologul unei abordări iterative a antreprenoriatului, Eric Rees, notează că o organizație startup poate fi numită un nou produs sau serviciu în condiții de incertitudine ridicată. Antreprenorul, capitalistul și eseistul de capital de risc, fondatorul acceleratorului de afaceri Y Combinator, Paul Graham, consideră că creșterea rapidă este principala caracteristică a startupurilor (4% -7% pe săptămână pe un indicator cheie). El este reluat de co-fondatorul PayPal, primul investitor pe Facebook, Peter Thiel.
Criteriile oficiale pentru participanții la evaluările inițiale sunt, de obicei, vârsta societății, numărul de angajați, profiturile și creșterea acesteia, caracterul intensiv al cunoașterii produsului, controlul fondator al societății și evaluarea potențialului companiei de către un juriu de experți.
Unele companii de pornire văd startup-urile ca fenomen cultural - valorile comune ale tuturor membrilor echipei și sentimentul importanței contribuției fiecărui angajat. Ei susțin că păstrarea acestei culturi permite echipei să fie considerată o inițiere independentă de mărimea și controlul fondatorilor asupra companiei .